# Coihueco
Coihueco é uma comuna da província de Ñuble, localizada na Região de Biobío, Chile. Possui uma área de 1.776,6 km² e uma população de 23.583 habitantes (2002).